# Cantiano
Cantiano là một đô thị ở tỉnh Pesaro và Urbino trong vùng Marche, nằm cách 70 km (43 mi) về phía tây của Ancona và khoảng 50 km (31 mi) về phía tây nam của Pesaro. Tại thời điểm ngày 31 tháng 12 năm 2004, đô thị này có dân số 2.537 và diện tích là 83,2 km² (32 sq. mi).
Đô thị Cantiano có các frazioni (các đơn vị trực thuộc, chủ yếu là các làng) Palcano, Vilano, Moria, Pontedazzo, S. Crescentino, Chiaserna, và Fossato e Pontericciòli.
Cantiano giáp các đô thị sau: Cagli, Frontone, Gubbio, Scheggia e Pascelupo.